# Kampen (Niederlande)
Kampen (anhörenⓘ) ist eine Gemeinde und ehemalige Hansestadt in der niederländischen Provinz Overijssel mit einer Fläche von 161,79 km² und 56.541 Einwohnern.

## Orte
In Klammern die Einwohnerzahl (Stand: 1. Januar 2024):
- Kampen; Sitz der Gemeindeverwaltung (38.595)
- IJsselmuiden, am rechten IJsselufer gegenüber von Kampen (12.770)
- Grafhorst (1.080)
- 's-Heerenbroek (655)
- Kamperveen (985)
- Wilsum (885)
- Zalk (860)
- Reeve (190)

## Lage und Wirtschaft

Die Lage von Kampen

Die Stadt liegt kurz vor der Mündung der IJssel ins Ketelmeer. Dieser 35 km² große See ist mit dem größeren IJsselmeer verbunden. Durch die Anlage des Reevediep liegen die Hansestadt Kampen und zwei kleine Ortschaften nicht mehr auf einer Halbinsel, sondern auf einer Flussinsel und sind nur noch über Brücken und einen Tunnel erreichbar.
Kampen hat zwei theologische Fakultäten verschiedener protestantischer Kirchen und eine Kunstakademie. Die Landwirtschaft, vor allem Molkereien (in der Umgebung Polder mit nährstoffreichen Wiesen), und verschiedene kleinere Industriebetriebe und Werften sowie der Tourismus (Wassersport; historische Altstadt) sind die Haupterwerbsquellen.

## Verkehr

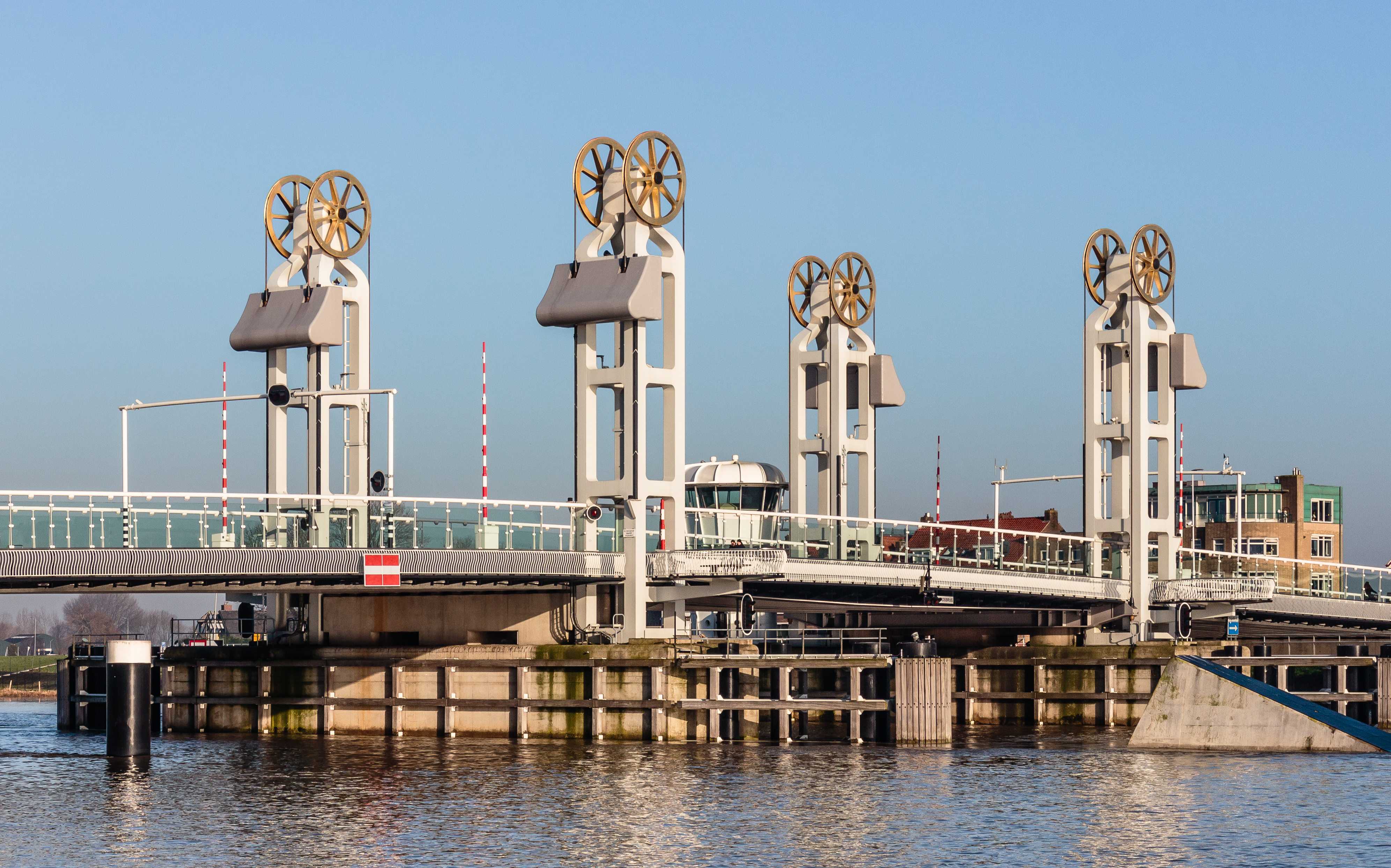
Brücke in Kampen

Kampen hat drei Straßenbrücken über die IJssel und liegt an der N50, die zur A50 ausgebaut werden soll.
Im 2001 eingemeindeten Dorf IJsselmuiden direkt auf der anderen Seite der IJssel endet im Bahnhof Kampen (Nord) die Kamperlijntje genannte Nebenbahn von Zwolle. Seit der Eröffnung der Hanzelijn, einer Bahnstrecke zwischen Lelystad und Zwolle, Ende 2012 weist die Stadt mit Kampen Zuid auch einen eigenen Bahnhof auf. In Kampen halten mehrere Buslinien: Im Jahre 2008: die Linie 74 (Kampen – Genemuiden – Hasselt – Zwolle), die Linie 140 (Zwolle Campus – Dronten – Melisse), Linie 141 (Zwolle – Emmeloord – Urk), Linie 143 (Kampen – Dronten – Lelystad), und die Hanzelijner, wobei sich das Angebot häufig ändert. Weiter gibt es die städtischen Linien 11 und 12. Kampen hat seit einigen Jahren auch den sogenannten Zuiderzeehaven, einen neuen, 50 Hektar großen Hafen.

## Geschichte

### Mittelalter
Kampen, auch Campen geschrieben, entstand um das Jahr 1000 aus einem Dorf entlang einem Deich. 1236 erhielt Kampen Stadtrecht, welches es wahrscheinlich gewohnheitsrechtlich schon vorher innehatte.
Schon früh war Kampen wegen der Lage an der Flussmündung eine wichtige Hafen- und Handelsstadt. Heringe wurde von Kampen in die Rheingegenden, nach Westfalen, Flandern, Frankreich, England, Dänemark, Norwegen und zu den Ostseestaaten verschifft. So wurde unter anderem Kampen 1289 von Norwegen, 1294 von England, 1295 von Flandern und 1313 von Schweden die Handelsfreiheit verbrieft. 1323 schloss die Stadt mit der Gemeinde Terschelling einen Vertrag zum Schutz der Einfahrt und erhielt die Erlaubnis, dafür ein Seezeichen zu errichten. Im wirtschaftlichen Kampf zwischen der Hanse und Flandern von 1358 bis 1360 ergriff Kampen für Flandern Partei und erhielt 1361 das Groot-Privilege van Vlaanderen. Die Stadt trat 1441 doch der Hanse bei (der Hansebrief dazu ging beim Rathausbrand 1543 verloren). Kampen war einige Zeit die wichtigste niederländische Stadt in diesem Städteverbund und wirkte eng mit den Partnerstädten Deventer und Zwolle zusammen. Im 15. Jahrhundert hatten die Drei Städte eine gemeinschaftliche Münze.

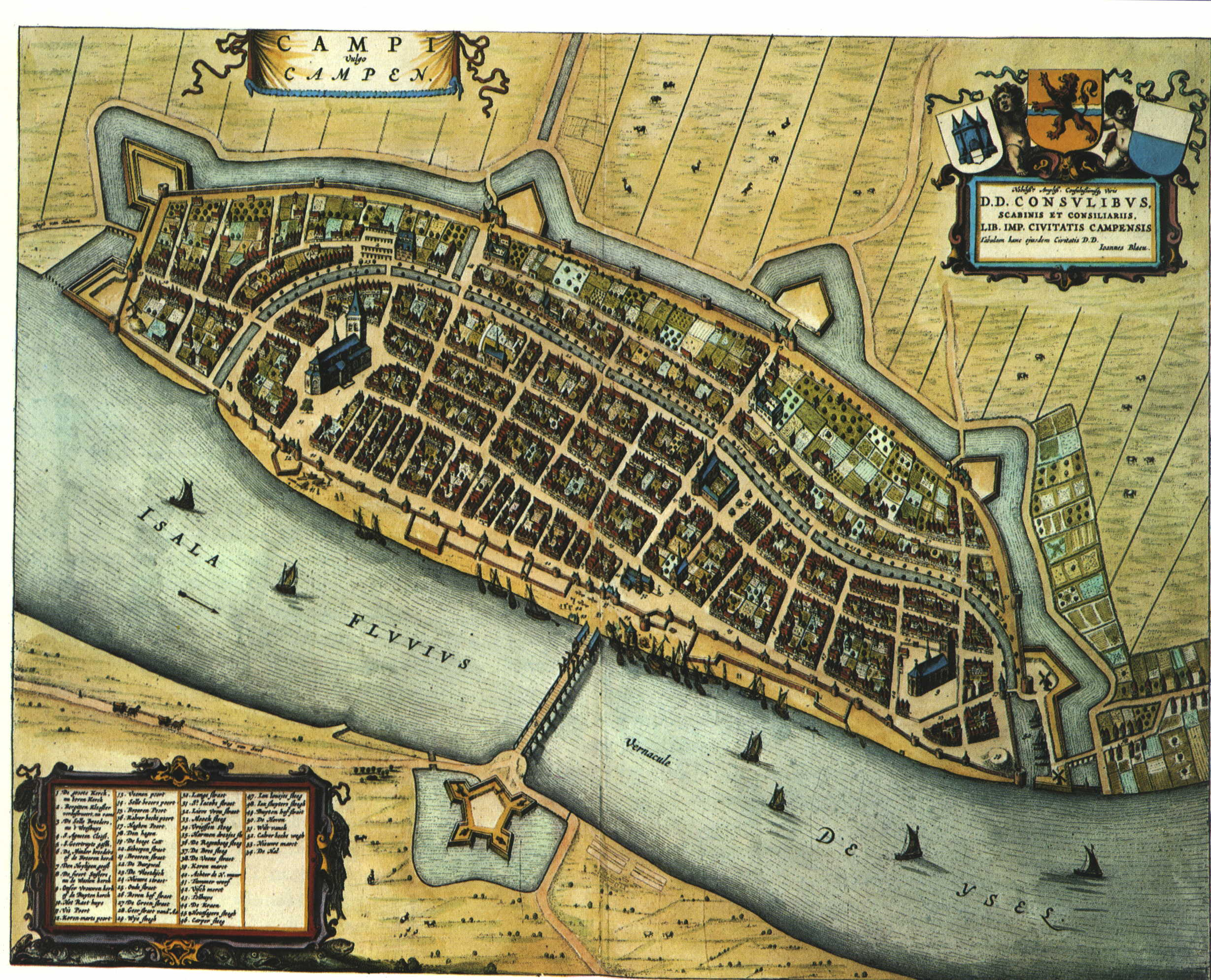
Vogelschauperspektive auf Kampen aus Joan Blaeus Vedutenedition Toonneel der Steden (lat. Theatrum Urbium)

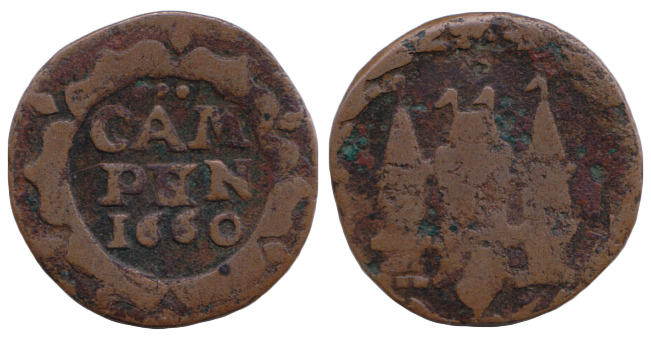
1 Deut, eine Kupfermünze, die seit 1660 in Kampen geprägt wurde. Die Rückseite zeigt das Wappen der Stadt mit drei Stadttoren

1416 wurde vermeldet, dass Kampen 120 schepen bi der See hatte und bei 9000 Kommunikanten, somit wahrscheinlich um die 12 bis 14.000 Einwohner, aufwies, also so groß war wie Amsterdam.
Im 14. Jahrhundert gab es am Ort eine Tuchindustrie und dazu 1335 ein wanthues der Tuchhändler und der waardijns (Warenschaumeister). Auch die Glockengießerkunst von Kampen war gegen Ende des 15. Jahrhunderts bekannt. Der berühmte holländische Glockengießer Geert van Wou (1440–1527) wirkte hier. Gegossen wurden aber auch Kanonen.
1448 wurde die erste Brücke über die Ijssel gebaut. Eine neue Stadtgracht war wegen der zunehmenden Bevölkerung notwendig. Die Fahrrinne zum Meer musste ausgebaut werden. Die mittelalterliche Sankt-Nikolaus-Kirche und die Kirche Unsere Liebfrauen wurden erweitert, das alte Rathaus entstand sowie Klöster, Bruderschaftshäuser, Pesthäuser und Spitäler. Die Gilden waren wichtige Institutionen in der Stadt.

### Neuere Zeit
Seit dem 15. Jahrhundert verlor Kampen an Bedeutung, da sich Probleme mit dem Wasserstand ergeben hatten. Aber auch die Folgen von Kriegen, der Niedergang der Hanse und die Handelskonkurrenz zu Holland trugen dazu bei, dass sich die Stadt nur in geringerem Maße weiterentwickeln konnte. Noch im 16. Jahrhundert wurden Frachtschiffe aus Kampen in den Ostseestädten sowie in Bremen und Hamburg wie auch in England vermeldet. Im 17. Jahrhundert wurde der Nieuwe Toren (Neuer Turm) erbaut.
Vom 19. Jahrhundert bis etwa 1970 war Kampen ein Zentrum der Zigarrenherstellung.
2017 wurde Kampen der Ehrentitel „Reformationsstadt Europas“ durch die Gemeinschaft Evangelischer Kirchen in Europa verliehen.

### Grafhorst und Wilsum
Die Orte Grafhorst und Wilsum erhielten ebenfalls im Mittelalter Stadtrechte, wuchsen aber nie zu richtigen Städten aus. Grafhorst wurde 1849 durch eine Brandkatastrophe nahezu völlig zerstört.

## Sehenswürdigkeiten

### Gebäude

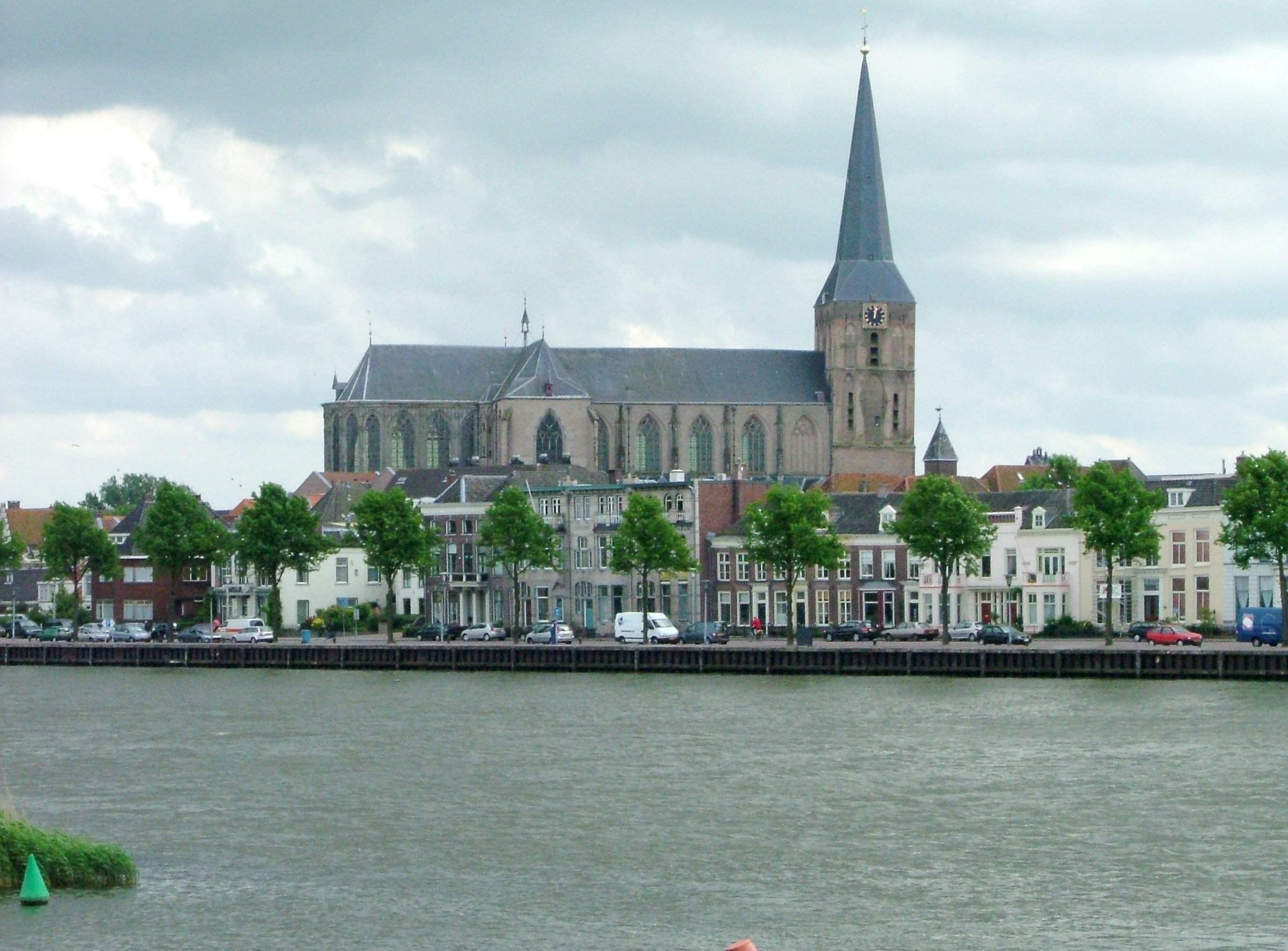
Die Bovenkerk

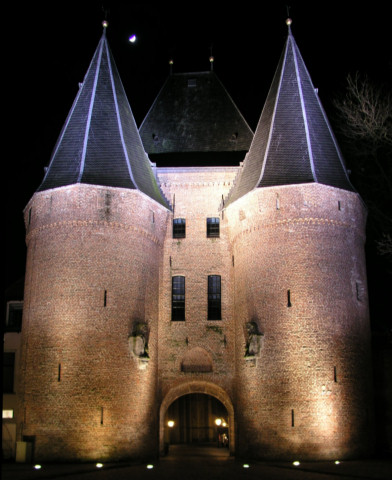
Koornmarktspoort in der Nacht

- Rathaus, mit einer schönen Innenausstattung, zum Teil aus dem 16. Jahrhundert
- Drei Stadttore, u. a. das Cellebroederspoort und das weiße Koornmarktspoort, die von der IJssel sichtbar sind
- Neuer Turm (Nieuwe Toren) vom im 17. Jahrhundert, mit vier Glocken aus den 1480er Jahren, die aus einem anderen Gebäude kamen, und einem Glockenspiel vom Glockengießer Hemony.[7]
- Drei alte Kirchen, von denen vor allem die Nikolaus- oder Obere Kirche (Bovenkerk) sehenswert ist. Bekanntheit hat die Hinsz-Orgel erlangt. Die Buitenkerk ist eine ebenfalls gotische Hallenkirche, die mehrmals erneuert werden musste.

Von den alten Häusern sind nur wenige erhalten:
- Das bekannteste ist das Gotische Haus, das bis 2006 das Stadtmuseum beherbergte. Es wurde im 19. Jahrhundert durch Pierre Cuypers stark restauriert.
- Die IJsselfront, die Häuserzeile entlang des Flusses, datiert, aus der Mitte des 19. Jahrhunderts.

### Museen
- Das Städtische Museum hat den Charakter eines größeren Heimatmuseums. Es hat 2009 im alten Rathaus und in der ehemaligen Synagoge zwei neue Ausstellungsorte erhalten. Ein großer Teil der Sammlung des ehemaligen Tabaksmuseums ist jetzt hier untergebracht.
- Im Koornmarktspoort werden Wechselausstellungen gegeben.
- Ikonenmuseum.
- Nieuwe Toren mit wechselnden Ausstellungen

### Sehenswürdigkeiten außerhalb der Stadt
- Dorfkirche von Wilsum aus dem 11. Jahrhundert
- Windmühle von Zalk (1860)
- Pumpwerk Mastenbroek, ca. 10 km entfernt
- Dorfkirche von IJsselmuiden (Anfang des 13. Jahrhunderts)
- Fluss- und Wiesenlandschaft, reich an Vögeln.

## Bilder

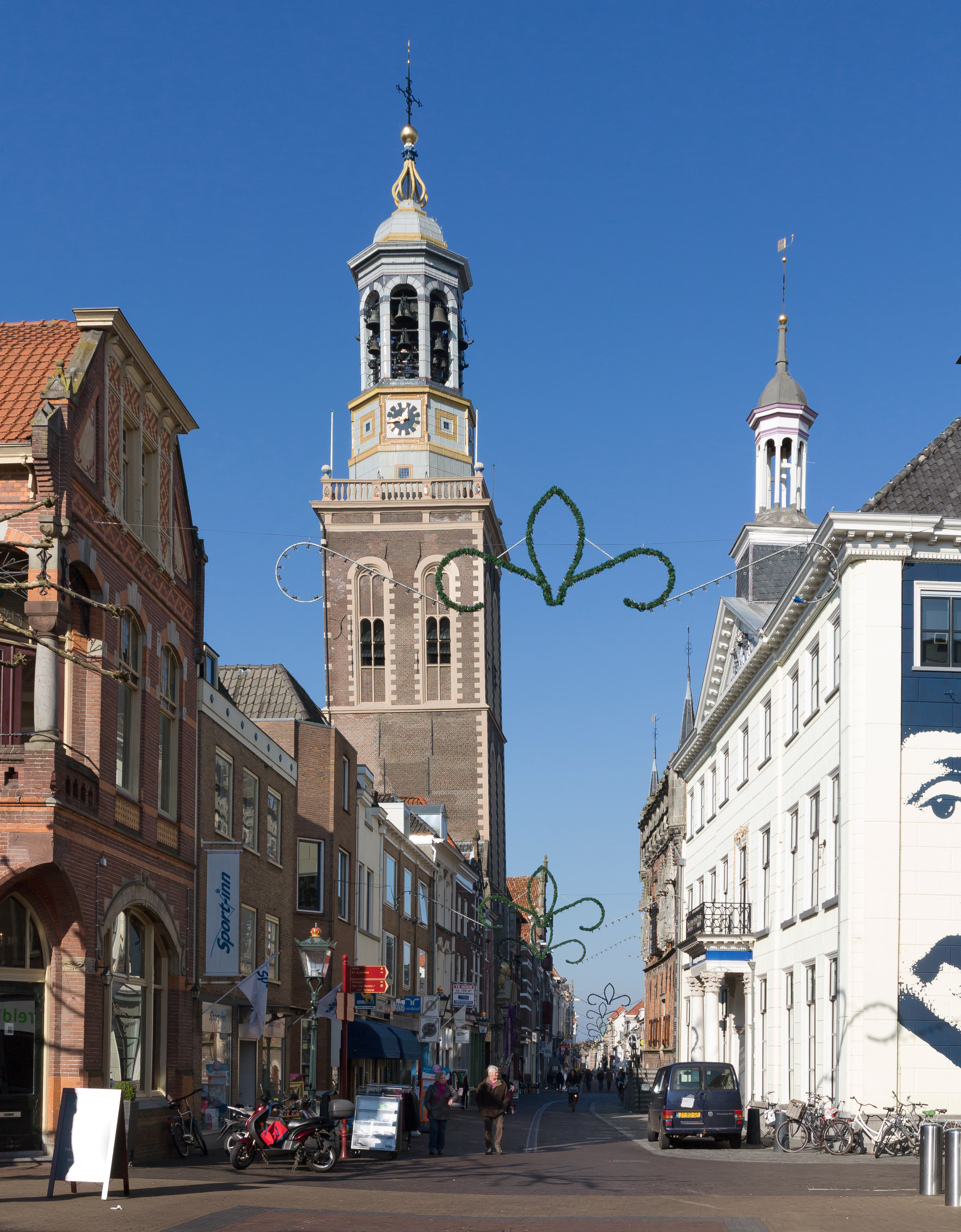
Der neue Turm (De Nieuwe Toren)
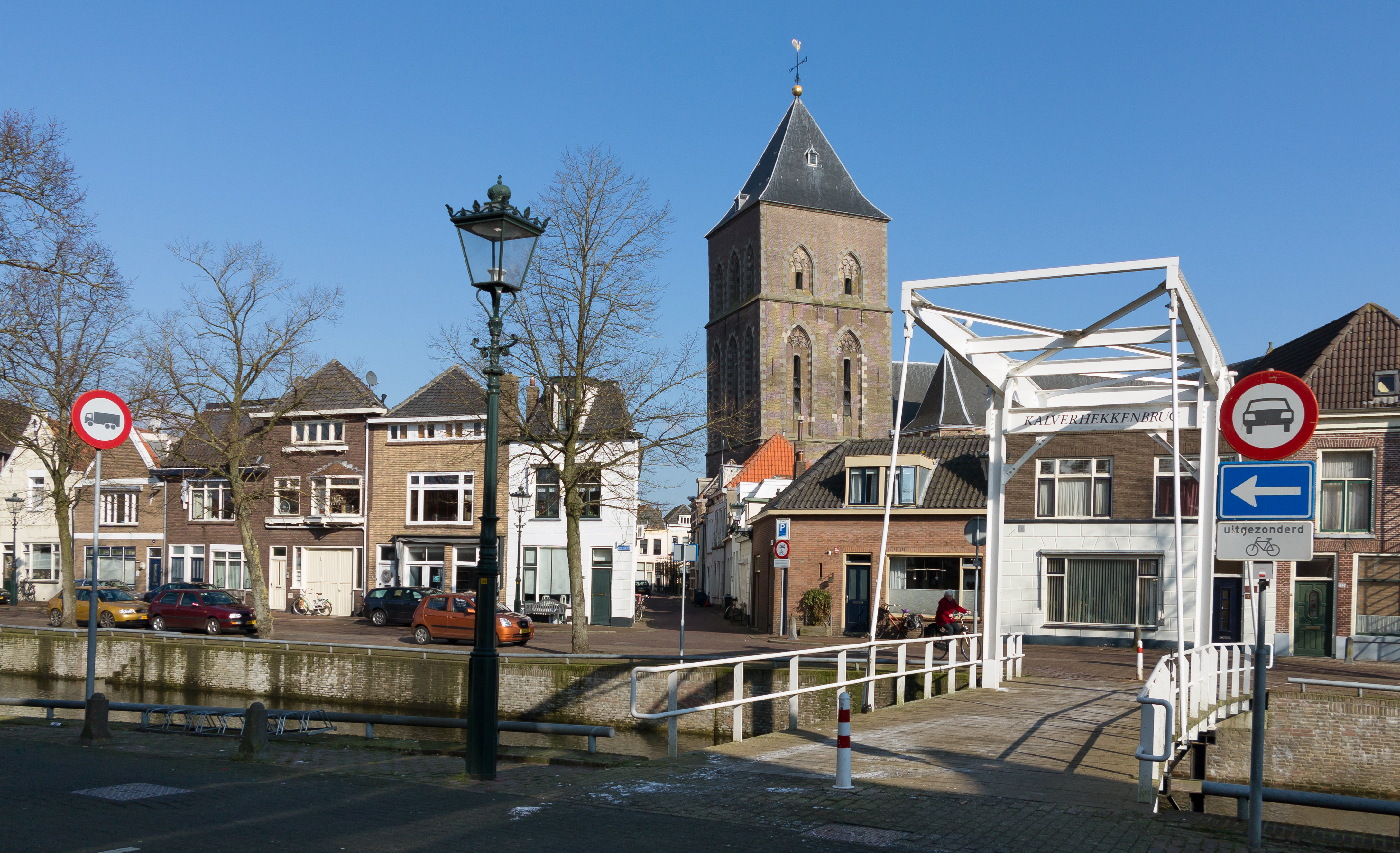
Brücke (de Kalverhekkenbrug) und Kirche (de Buitenkerk)
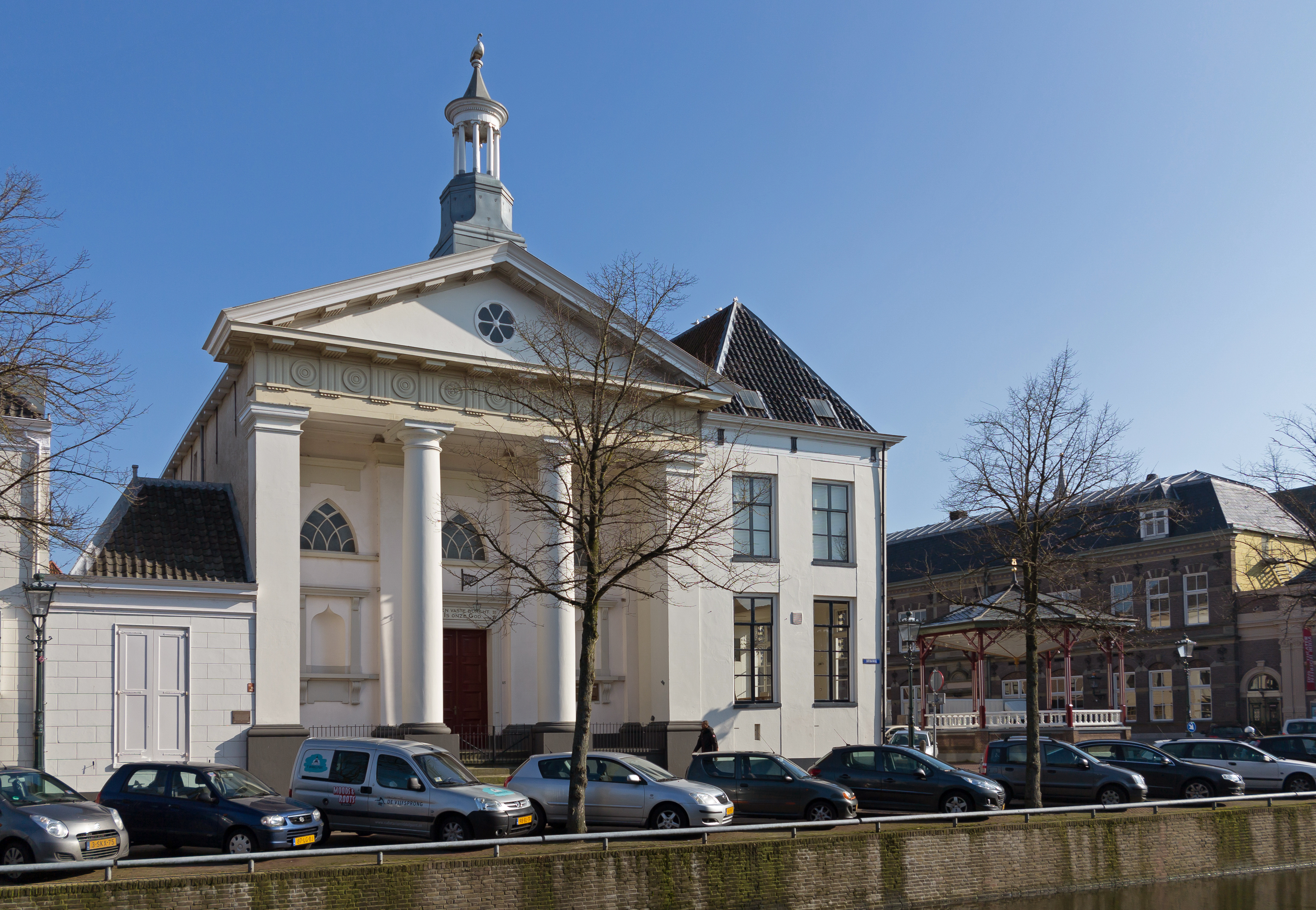
Die evangelische Kirche
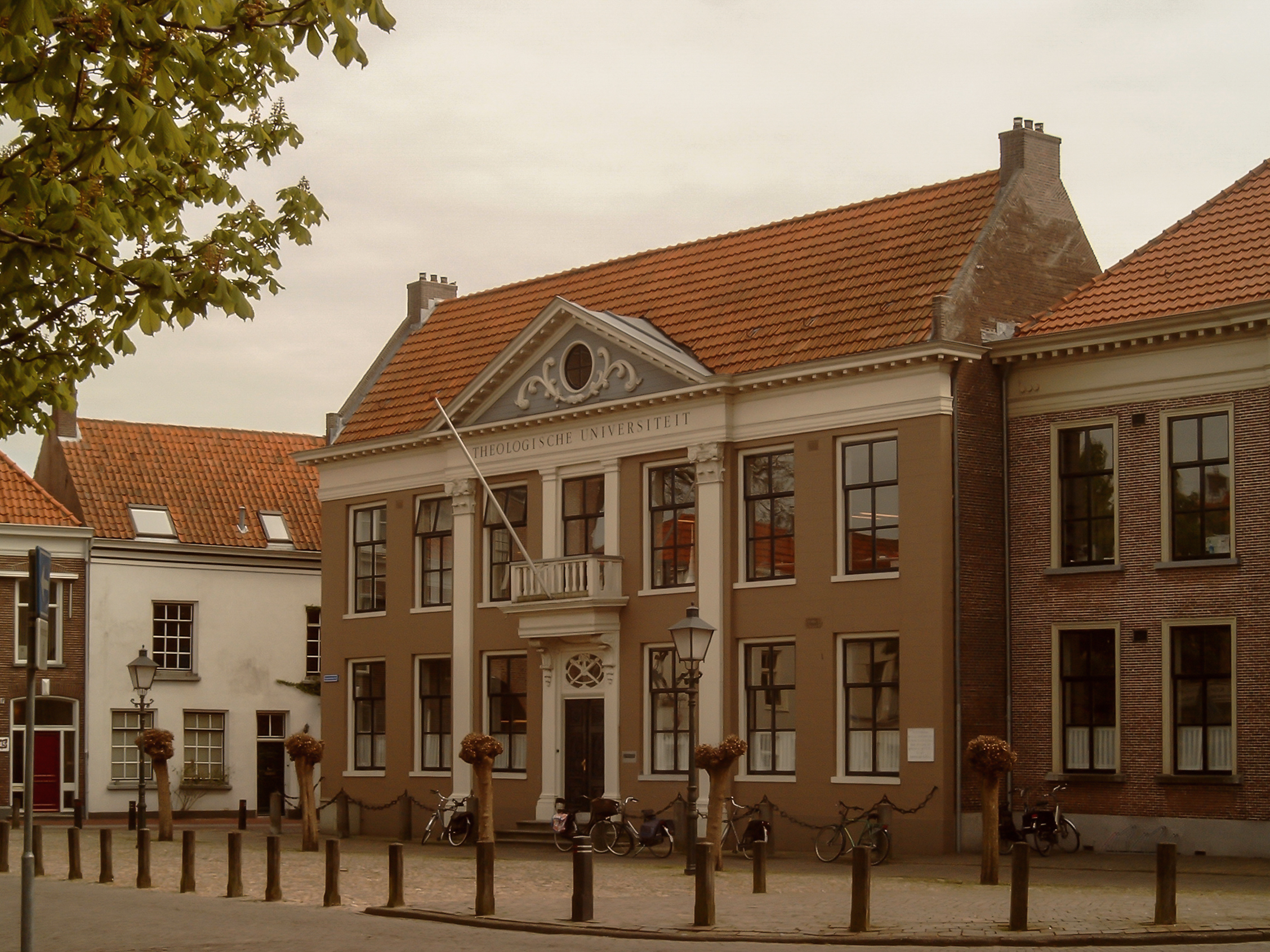
Kampen, die Universität
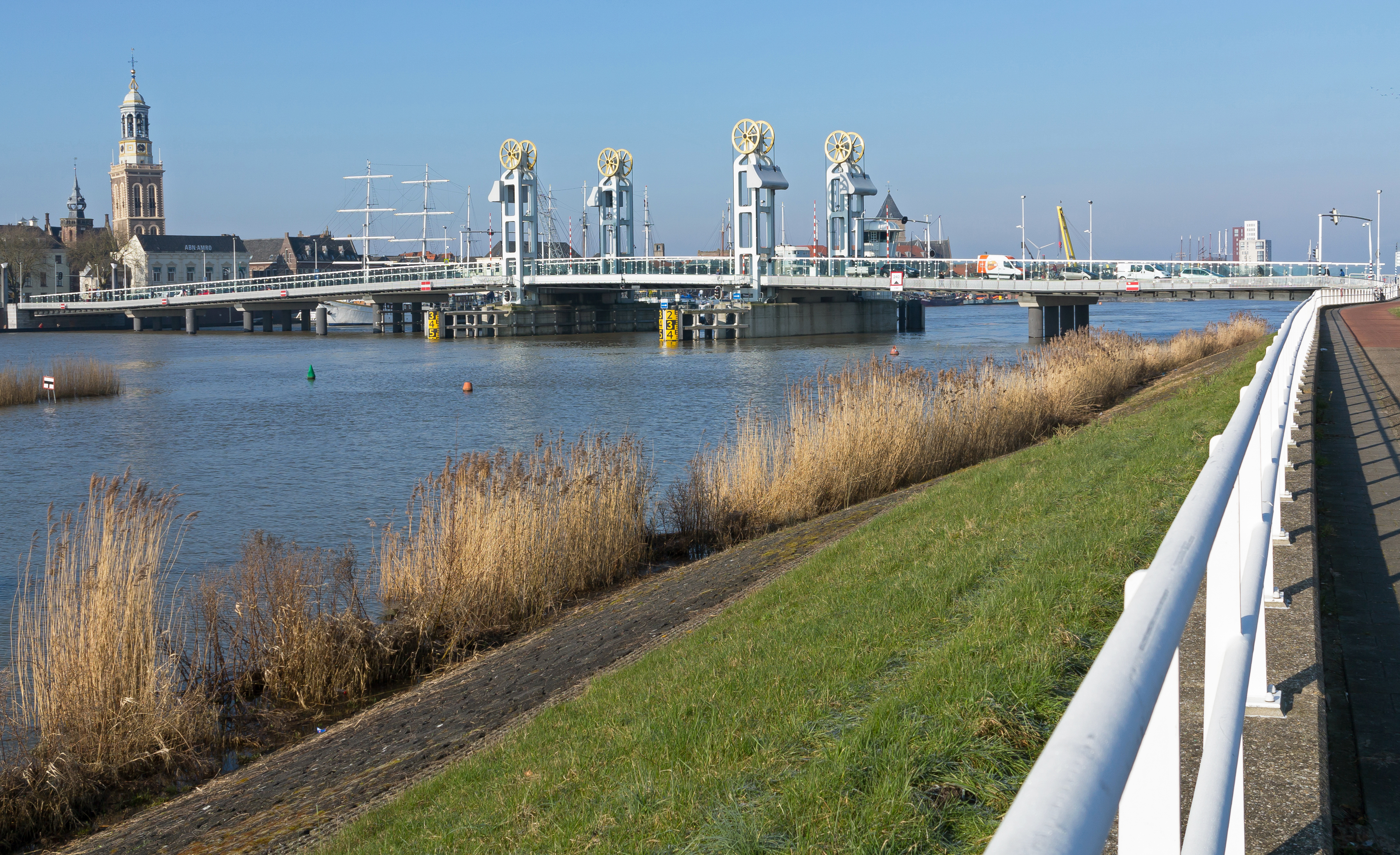
Brücke: de Stadsbrug
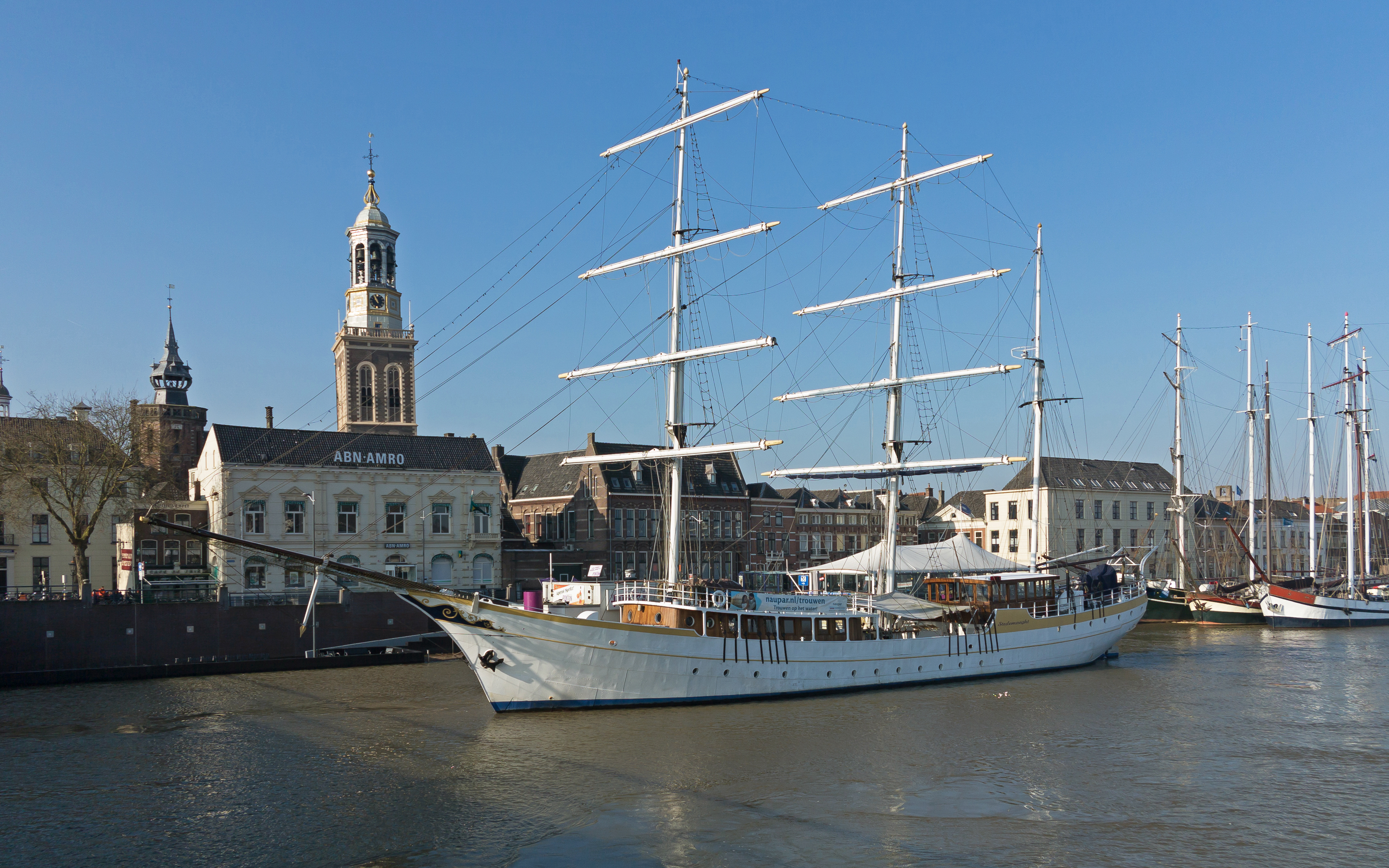
Schiff am IJsselkade
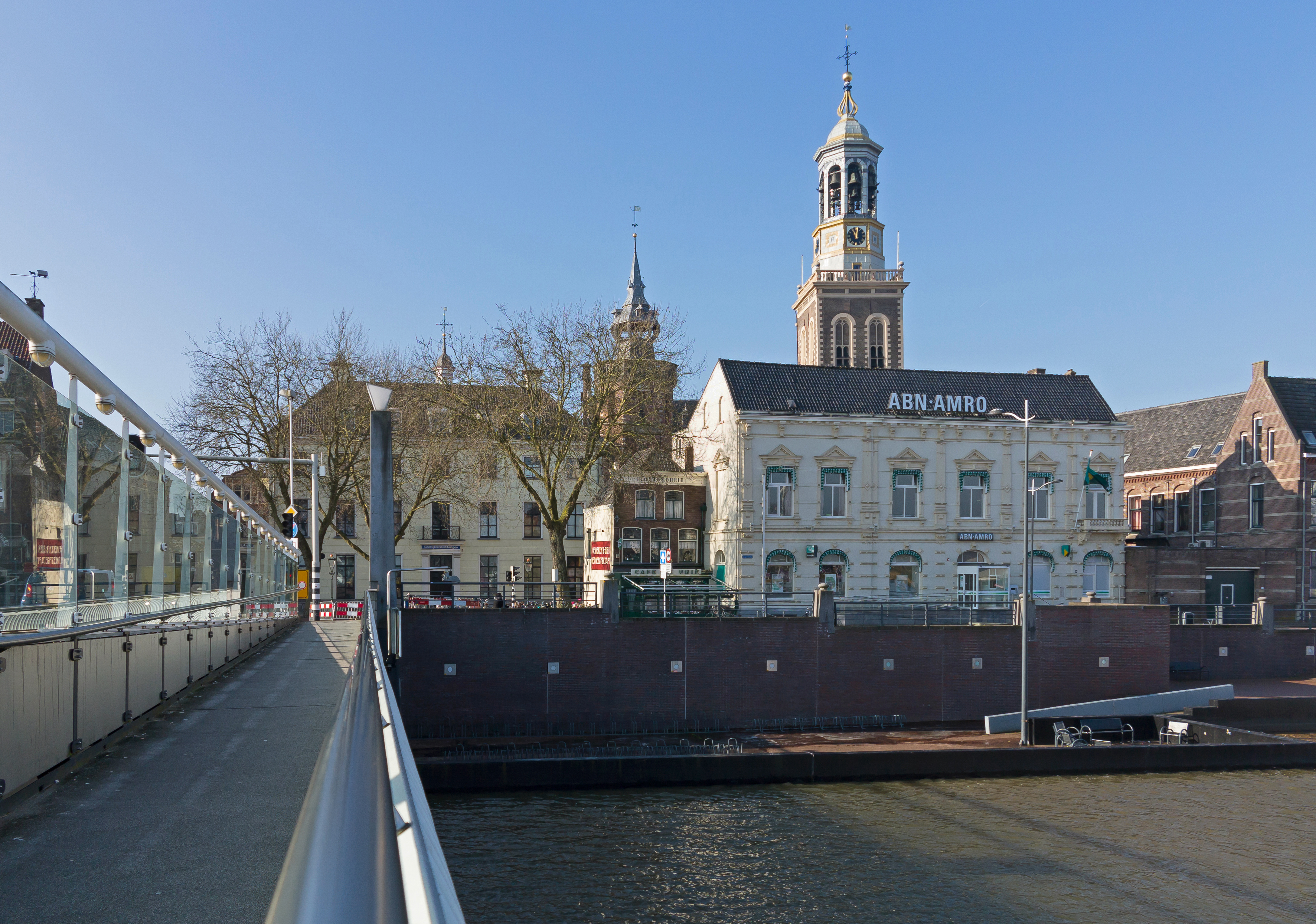
Bürogebäude ABN Amrobank am IJsselkade
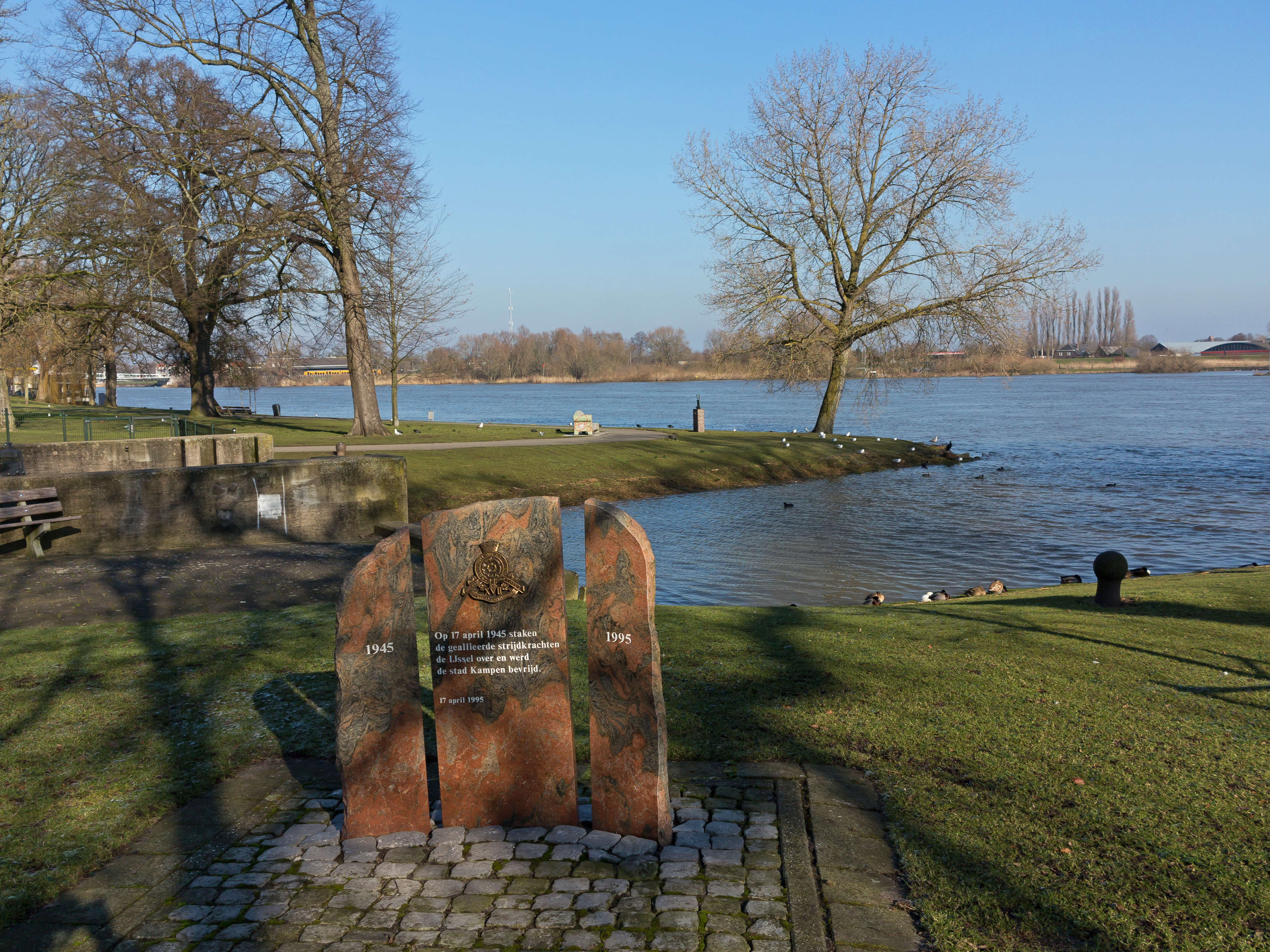
Kampen, das Befreiungsdenkmal am De La Sablonairekade

## Politik
Bei der Kommunalwahl im Jahr 2022 konnten die im Bibelgürtel, zu dem Kampen gehört, stark vertretenen, konservativen Parteien ChristenUnie und SGP mit Stimmanteilen von rund 19,7 und 14,1 Prozent die ersten beiden Plätze belegen.

### Gemeinderat
In Kampen setzt sich der Gemeinderat seit 1982 folgendermaßen zusammen:
| Partei                                      | Sitze | Sitze | Sitze | Sitze | Sitze | Sitze  | Sitze | Sitze | Sitze | Sitze | Sitze |
| Partei                                      | 1982  | 1986  | 1990  | 1994  | 1998  | 2000 a | 2006  | 2010  | 2014  | 2018  | 2022  |
| ------------------------------------------- | ----- | ----- | ----- | ----- | ----- | ------ | ----- | ----- | ----- | ----- | ----- |
| ChristenUnie                                | –     | –     | –     | –     | –     | 6      | 6     | 7     | 6     | 6     | 6     |
| SGP                                         | 2     | 1     | 1     | 2     | 2     | 4      | 4     | 4     | 5     | 4     | 4     |
| CDA                                         | 7     | 8     | 5     | 4     | 5     | 7      | 5     | 5     | 6     | 4     | 4     |
| Gemeente Belang Kampen b                    | –     | –     | –     | –     | –     | –      | 5     | 4     | 2     | 5     | 4     |
| Kampen Sociaal                              | –     | –     | –     | –     | –     | –      | –     | –     | –     | 2     | 3     |
| GroenLinks                                  | –     | –     | 1     | 2     | 2     | 1      | 2     | 3     | 2     | 4     | 3     |
| D66 b                                       | 1     | 0     | 2     | 3     | 1     | 2      | –     | 1     | 1     | 1     | 2     |
| Kampen Alert b                              | –     | –     | 3     | 2     | 2     | 2      | –     | –     | –     | –     | –     |
| Hart voor Kampen                            | –     | –     | –     | –     | –     | –      | –     | –     | –     | –     | 2     |
| VVD                                         | 3     | 2     | 2     | 2     | 2     | 3      | 1     | 3     | 3     | 3     | 2     |
| PvdA                                        | 5     | 7     | 4     | 3     | 3     | 5      | 5     | 3     | 2     | 2     | 1     |
| SP                                          | –     | –     | –     | –     | –     | –      | –     | 1     | 4     | –     | –     |
| Partij voor Betaalbare Betrouwbare Overheid | –     | –     | –     | –     | –     | –      | –     | –     | 0     | –     | –     |
| KIJK op Kampen                              | –     | –     | –     | –     | –     | –      | 1     | –     | –     | –     | –     |
| Verontruste Burgers b                       | –     | –     | –     | –     | 2     | 1      | –     | –     | –     | –     | –     |
| RPF                                         | 3     | 3     | 4     | 4     | 3     | –      | –     | –     | –     | –     | –     |
| GPV                                         | 0     | 1     | 1     | 1     | 1     | –      | –     | –     | –     | –     | –     |
| ID                                          | –     | –     | –     | 0     | –     | –      | –     | –     | –     | –     | –     |
| PSP                                         | 2     | 1     | –     | –     | –     | –      | –     | –     | –     | –     | –     |
| PPR                                         | 2     | 1     | –     | –     | –     | –      | –     | –     | –     | –     | –     |
| Gesamt                                      | 23    | 23    | 23    | 23    | 23    | 29     | 29    | 31    | 31    | 31    | 31    |

Anmerkungen

### Städtepartnerschaften
Die Stadt Kampen pflegt Partnerschaften mit folgenden Städten:
- Eilat, Israel
- Meinerzhagen, Deutschland (begründet 1961 mit IJselmuiden)[9]
- Pápa, Ungarn
- Soest, Deutschland
- Strzelce Opolskie, Polen

## Persönlichkeiten

### Ehrenbürger
- Willem Kolff (1911–2009), Mediziner und Arzt; 1945 Stadtkrankenhaus Kampen, Erfinder der künstlichen Niere

### Söhne und Töchter der Stadt
- Hinrik van Kampen († um 1524), Glockengießer des 16. Jahrhunderts
- Johannes Campensis (ca. 1490–1538), römisch-katholischer Theologe und Hebräischlehrer
- Stephanus Winandus Pighius (1520–1604), Prinzenerzieher am Hofe Wilhelms des Reichen in Düsseldorf, Philologe und Antiquar
- Margaretha toe Boecop (vor 1551–nach 1574), Malerin
- Cornelia toe Boecop (1551–nach 1629), Malerin
- Elisabeth Bas (1571–1649), Gastwirtin
- Anna Catrina Snijder  (1738–1803), Henkerin
- Jan Willem de Winter (1761–1812), Admiral, Marschall, Oberbefehlshaber der niederländischen Streitkräfte während der Koalitionskriege
- Francina Broese Gunningh (1783–1824), diente verkleidet als Mann beim Militär
- Jean-Pierre Cluysenaar (1811–1880), Architekt
- Evert Cornelis Ekker (1858–1943), Landwirtschaftsmaler
- Jo Koster (1868–1944), Malerin
- Lucien von Römer (1873–1965), Arzt, Sexualwissenschaftler und Botaniker
- David Jacobus Hissink (1874–1956), Agrarwissenschaftler, Bodenkundler und Chemiker
- Coen Hissink (1878–1942), Schauspieler und Schriftsteller, NS-Opfer
- Mozes Slager (1880–1943), Violinist
- Peter van de Kamp (1901–1995), niederländisch-US-amerikanischer Astronom
- Adriaan Schuurman (1904–1998), Kirchenmusiker, Liturgiker und Musikpädagoge
- Margaretha Brongersma-Sanders (1905–1996), Geochemikerin, Geobiologin, Ozeanographin und Paläontologin
- Harry van der Kamp (* 1947), Sänger und Hochschullehrer
- Aleid Wolfsen (* 1960), Jurist und Politiker. Von 2008 bis 2013 Bürgermeister von Utrecht
- Jaap Stam (* 1972), Fußballspieler. Er begann seine Karriere beim DOS Kampen und spielte dort bis 1992. Jaap Stam absolvierte für die niederländische Fußballnationalmannschaft 67 Länderspiele (1996–2004)
- Willy Kanis (* 1984), Radsportlerin und Bobfahrerin
- Oğuzhan Türk (* 1986), niederländisch-türkischer Fußballspieler
- Roy van den Berg (* 1988), Bahnradsportler

### Persönlichkeiten, die vor Ort gewirkt haben
- Gerhard van Wou (1440–1527), Glockengießer. Er schuf die Gloriosa für den Erfurter Dom, die im Allgemeinen als sein Meisterwerk betrachtet wird.
- Mechtelt van Lichtenberg (um 1520–1598), Malerin
- Hendrick Avercamp (1585–1634), Maler, der Stumme von Kampen (de Stomme van Kampen); nach ihm sind die Avercampstraat und ein Café benannt.
- Johannes Daniël Belmer (1827–1909), Maler und Zeichenlehrer an der Hogereburgerschool